# Rose (efternamn)
Rose är på flera europeiska språk namnet på blommor och blommande växter som på svenska heter ros, vetenskapligt namn Rosa. Ordet förekommer som efternamn och som förnamn för kvinnor på flera av dessa språk med uttal efter respektive språks regler. I Skottland är det namnet på en skotsk klan.

## Personer med efternamnet Rose
- Amber Rose (född 1983), amerikansk fotomodell, artist och skådespelare
- Anika Noni Rose (född 1972), amerikansk sångare och skådespelare
- Arnold Rosé (1863–1946), österrikisk violinist
- Axl Rose (född 1962), amerikansk musiker, sångare i  Guns N' Roses

- Bernard Rose (född 1960), brittisk filmskapare
- Billy Rose (1899–1966), amerikansk impressario och låtskrivare

- Catharina Rose (omnämnd 1587), nederländsk frihetshjältinna
- Charlie Rose (född 1942), amerikansk journalist
- Christian Rose (poet) (död 1711), dansk poet
- Clifford Rose (1929–2021), brittisk skådespelare
- Cristine Rose (född 1951), amerikansk skådespelare

- Daniel Rose (1772–1833), amerikansk politiker, kort tid guvernör i Maine
- Danny Rose (född 1990), engelsk fotbollsspelare
- David Rose (1910–1990), amerikansk kompositör och orkesterledare
- Deanne Rose (född 1999), kanadensisk fotbollsspelare
- Derrick Rose (född 1988), amerikansk basketspelare

- Einar Rose (1898–1979), norsk revyskådespelare, sångare och regissör
- Erik de la Rose (född 1993), svensk ishockeyspelare

- Flemming Rose (född 1958), dansk journalist och författare

- Gerhard Rose (1896–1992), tysk läkare
- Gustav Rose (1798–18739, tysk mineralog

- Helen Rose (1904–1985), amerikansk kostymör
- Heinrich Rose (1795–1864), tysk apotekare och kemist
- Henrietta Rose-Innes (född 1971), sydafrikansk roman- och novellförfattare
- Hugh Henry Rose, 1:e baron Strathnairn (1801–1885), brittisk fätmarskalk

- Irwin Rose (1926–2015), amerikansk biokemist

- Jacob de la Rose (född 1995), svensk ishockeyspelare
- Joanna Rose (född 1949), svensk vetenskapsjournalist, radiomakare och författare
- Joe Rose, amerikansk skådespelare och stuntman
- John Holland Rose (1855–1942), brittisk historker
- Joseph Nelson Rose (1862–1928), amerikansk botanist
- Justin Rose (född 1980), engelsk golfspelare

- Liz Rose, amerikansk countrilåtskrivare

- Mauri Rose (1906–1981), amerikansk racerförare
- Mervyn Rose (född 1930), australisk tennisspelare
- Mette Marie Rose (1745–1819), dansk skådespelare
- Mia Rose (född 1988), portugisisk-brittisk sångerska
- Michael Rose (född 1957), jamaicansk reggae-artist
- Morgan Rose (född 1963), amerikansk trummis

- Odain Rose(född 1992), jamaicansk kortdistanslöpare

- Pam Rose, amerikansk countrylåtskrivare
- Perry Rose (astronom), amerikansk astronom
- Pete Rose (född 1941), amerikansk basebollspelare

- Ralph Rose (1884–1913), amerikansk kulstötare
- Romani Rose (född 1946), tysk sinto och medborgarrättsaktivist
- Ruby Rose (född 1986), australisk modell, skådespelare och TV-presentatörper

- Sativa Rose (född 1984), mexikansk porrskådespelare
- Shane Rose (född 1973), australisk ryttare
- Summer Rose, amerikansk rocksångerska
- Sylvia Rose (född 1962), tysk roddare

- Tracey Rose (född 1974), sydafrikansk konstnär

- Valentin Rose den äldre (1736–1771), tysk apotekare och kemist
- Valentin Rose den yngre (1762–1807), tysk apotekare
- Vincent Rose (1880–1944), amerikansk orkesterledare, kompositör och musiker